# وندوئان
وندوئان (به انگلیسی: Wandoan) یک شهرک در استرالیا است که در کوئینزلند واقع شده‌است.